# Манкиев, Бекхан Юнузович
Бекха́н Юну́зович Манки́ев (род. 15 сентября 1986, Сурхахи, СССР) — российский борец греко-римского стиля, чемпион и призёр чемпионатов России, призёр чемпионатов Европы и мира, Заслуженный мастер спорта России (2012).

## Биография
Младший брат Назира Манкиева. Живёт и тренируется в Красноярске. Тренер — Михаил Гамзин. По национальности ингуш. Бронзовый призёр чемпионатов Европы 2009 и 2013 годов, бронзовый призёр чемпионата мира 2011 года. Выпускник Сибирского федерального университета. Член сборной команды страны с 2009 года. Выступает за Вооружённые силы (Красноярск).